# Miel de la Alcarria

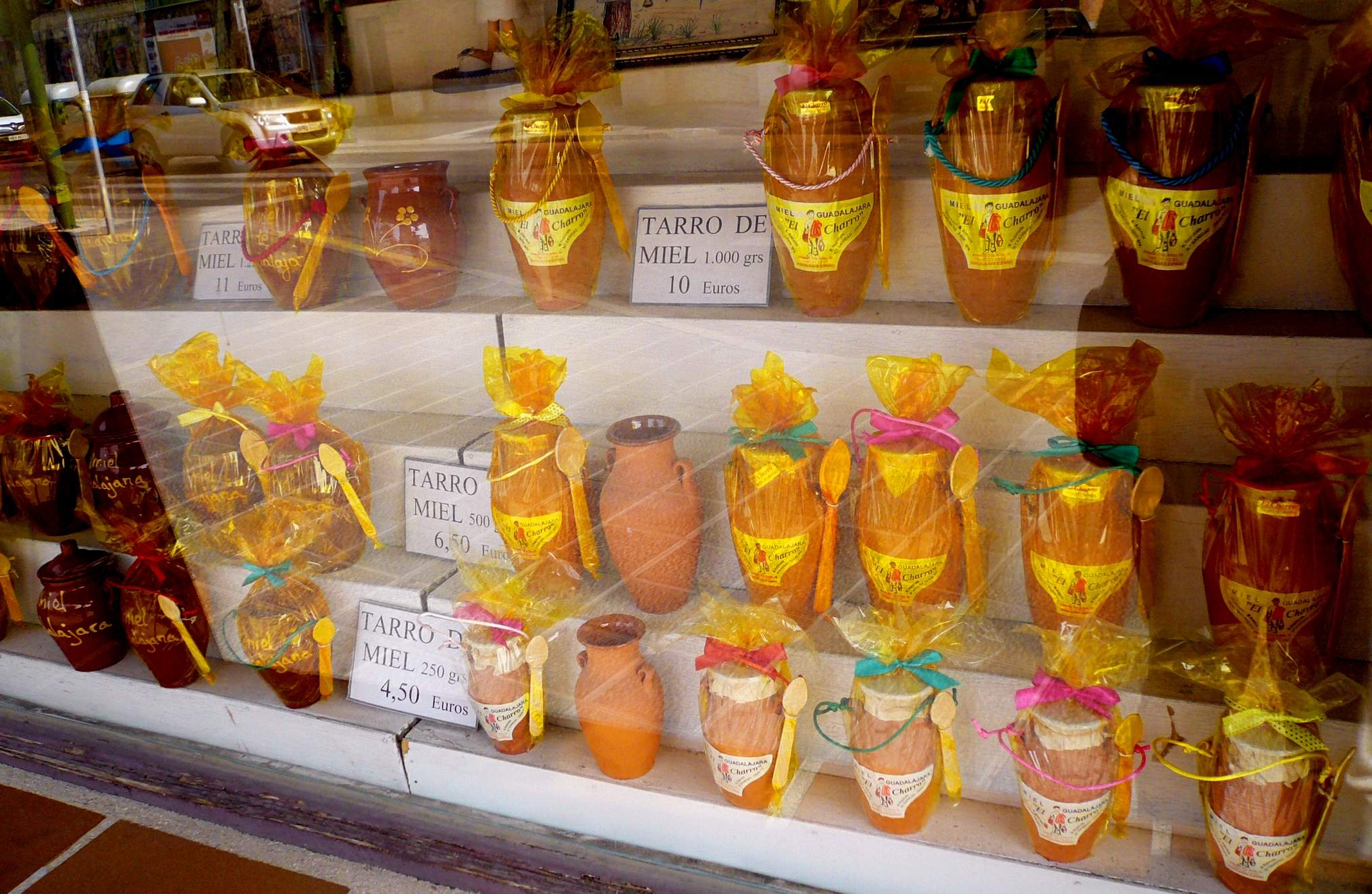
Tarros de miel alcarreña para venta en una tienda de Guadalajara

Los términos miel de la Alcarria y miel alcarreña son una denominación de origen protegida de la miel propia de la comarca española de La Alcarria, entre las provincias castellano-manchegas de Guadalajara y Cuenca. Se creó en 1992 y están adheridas 28 empresas de un área geográfica que incluye 230 municipios productores de miel. La alta producción de miel en esta zona y la variedad se debe a la abundante cantidad de matorrales y plantas aromáticas que hay en toda una comarca caracterizada por la orografía de páramos, valles y montes, de entre 600 y 1100 metros de altitud, y el clima mediterráneo continentalizado.
La miel de la Alcarria se obtiene de flores silvestres, fundamentalmente del espliego, el romero y el tomillo, muy abundantes en la comarca, y se puede encontrar en mayor o menor grado de viscosidad, dependiendo del grado de cristalización. Era tradicional que se envasase para la venta en parrones de barro acompañados de una cucharita de madera; progresivamente se han ido sustituyendo por envases de vidrio, con o sin tapa dosificadora de plástico.

## Características de la miel
Atendiendo a la producción tradicional de La Alcarria, la miel amparada por la denominación de origen se clasifica en miel monofloral de romero (Salvia rosmarinus Spenn.), miel monofloral de espliego (Lavandula latifolia medicus) y miel multifloral.